# Episodi di Desperate Housewives (sesta stagione)
La sesta stagione della serie televisiva Desperate Housewives è stata trasmessa dal 27 settembre 2009 al 16 maggio 2010 sul canale statunitense ABC, ottenendo un'audience media di 12.823.000 telespettatori, risultando così una delle serie più seguite della stagione televisiva statunitense.
In Italia, la stagione è stata trasmessa in prima visione assoluta dal 17 novembre 2009 al 7 luglio 2010 su Fox Life di Sky.
In chiaro, la sesta stagione è stata trasmessa nella Svizzera italiana a partire dal 27 luglio 2010 su RSI LA1 e in Italia dal 14 aprile al 9 giugno 2011 su Rai 3.
Kyle Machlachlan e Dana Delany abbandonano il cast fisso al termine della stagione.
Machlachlan apparirà come guest star nella settima e nell'ottava stagione mentre la Delany tornerà nell'episodio finale della serie.
Drea De Matteo sarà presente in 20 episodi nel cast fisso e interpreterà fino al finale di stagione Angie Bolen.
Gli antagonisti principali sono Patrick Logan e lo Strangolatore di Fairview.
| nº | Titolo originale                    | Titolo italiano        | Prima TV USA      | Prima TV Italia  |
| -- | ----------------------------------- | ---------------------- | ----------------- | ---------------- |
| 1  | Nice Is Different Than Good         | Dietro le porte        | 27 settembre 2009 | 17 novembre 2009 |
| 2  | Being Alive                         | Misteri e bugie        | 4 ottobre 2009    | 24 novembre 2009 |
| 3  | Never Judge a Lady by Her Lover     | Mogli e amanti         | 11 ottobre 2009   | 1º dicembre 2009 |
| 4  | The God-Why-Don't-You-Love-Me Blues | I disastri del cuore   | 18 ottobre 2009   | 8 dicembre 2009  |
| 5  | Everybody Ought to Have a Maid      | È facile giudicare     | 25 ottobre 2009   | 15 dicembre 2009 |
| 6  | Don't Walk on the Grass             | Regole e conseguenze   | 1º novembre 2009  | 22 dicembre 2009 |
| 7  | Careful the Things You Say          | Delitto e castigo      | 8 novembre 2009   | 12 gennaio 2010  |
| 8  | The Coffee Cup                      | Paura di decidere      | 15 novembre 2009  | 19 gennaio 2010  |
| 9  | Would I Think of Suicide?           | Un mondo pericoloso    | 29 novembre 2009  | 26 gennaio 2010  |
| 10 | Boom Crunch                         | Buon Natale            | 6 dicembre 2009   | 2 febbraio 2010  |
| 11 | If...                               | E se...                | 3 gennaio 2010    | 9 febbraio 2010  |
| 12 | You Gotta Get a Gimmick             | Maschere               | 10 gennaio 2010   | 16 febbraio 2010 |
| 13 | How About a Friendly Shrink?        | Qualcuno ci ascolti    | 17 gennaio 2010   | 23 febbraio 2010 |
| 14 | The Glamorous Life                  | Il gioco delle parti   | 31 gennaio 2010   | 5 maggio 2010    |
| 15 | Lovely                              | Robin                  | 21 febbraio 2010  | 12 maggio 2010   |
| 16 | The Chase                           | Seduzioni              | 28 febbraio 2010  | 19 maggio 2010   |
| 17 | Chromolume No. 7                    | Rivelazioni            | 14 marzo 2010     | 26 maggio 2010   |
| 18 | My Two Young Men                    | Vincitori e vinti      | 21 marzo 2010     | 2 giugno 2010    |
| 19 | We All Deserve to Die               | I cattivi vicini       | 18 aprile 2010    | 9 giugno 2010    |
| 20 | Epiphany                            | Mostri ed altri mostri | 25 aprile 2010    | 16 giugno 2010   |
| 21 | A Little Night Music                | Uomini misteriosi      | 2 maggio 2010     | 23 giugno 2010   |
| 22 | The Ballad of Booth                 | Scelte sbagliate       | 9 maggio 2010     | 30 giugno 2010   |
| 23 | I Guess This Is Goodbye             | Meglio salutarci qui   | 16 maggio 2010    | 7 luglio 2010    |

## Dietro le porte
- Titolo originale: Nice Is Different Than Good
- Diretto da: Larry Shaw
- Scritto da: Marc Cherry

### Trama
8 settimane prima del matrimonio, si viene a sapere che la donna con la quale Mike ha scelto di passare il resto della sua vita è Susan. Quest’ultima, però, è intimorita dalla reazione che potrebbe avere Katherine, scaricata da Mike per lei, così fa di tutto pur di ignorarla, ma un giorno Katherine oltrepassa il limite di sopportazione indossando l’abito da sposa di Susan e minacciando di rovinarlo come lei ha rovinato il suo futuro con Mike. Lynette, intanto, gestisce la sua nuova gravidanza, ma sente in cuor suo di non poter amare questi bambini con lo stesso amore dato ai precedenti. Bree e Karl continuano la loro relazione clandestina alle spalle di Orson, ma inizialmente Bree coglie sempre una qualsiasi scusa per rimandare i loro rapporti sessuali e non commettere adulterio, fino a che Karl non la spinge a far fuoriuscire il suo lato peccatore e ad essere felice. Nel frattempo, Gabrielle non riesce a trovare un punto di contatto con Ana, tanto che una sera Gabrielle s’imbuca ad una festa in discoteca per recuperare la nipote, e decide di firmare finalmente i documenti che nominano lei e Carlos suoi tutori legali così da tenerla d’occhio. In tutto ciò, a Wisteria Lane si trasferisce la famiglia dei Bolen, composta da mamma Angie, papà Nick e loro figlio Danny, nella casa degli Young, senza essere turbati dal fatto che la loro vecchia residente, Mary Alice, si sia tolta la vita tra le sue mura. Arriva il giorno delle nozze di Susan e Mike, e mentre si sta preparando, Susan riceve la sgradita visita di Katherine, che le intima di porgerle delle scuse pubbliche per averle portato via Mike, così Susan la imprigiona in un ripostiglio giusto il tempo della celebrazione del matrimonio. Dopo essersi liberata, Katherine irrompe bruscamente in chiesa, ma Susan le chiede scusa davanti a tutti gli invitati, anche se Katherine, abbracciandola, le sussurra all’orecchio di non essersela affatto bevuta. Alla sera, mentre Angie, svestendosi, palesa un’evidente cicatrice da ustione sulla schiena, Julie, ritornata a Wisteria Lane per il matrimonio della madre, esce di casa a gettare la spazzatura, quando viene aggredita e strangolata da un misterioso individuo incappucciato che poi si dà alla fuga nel cuore della notte.
- Guest star: James McDonnell (dottor Crane), Winston Story (Johnny)
- Altri interpreti: Jack Impellizzeri (postino), Steve Tyler (prete)
- Assenti: Charles Carver (Porter Scavo)

## Misteri e bugie
- Titolo originale: Being Alive
- Diretto da: Larry Shaw
- Scritto da: Marc Cherry

### Trama
La calma mattinata di Wisteria Lane viene stravolta dalle urla di Karen, che ha rinvenuto, insieme al suo compagno Roy, il corpo incosciente di Julie. In ospedale, Lynette, Bree e Gabrielle danno il loro sostegno ad una Susan distrutta, e tutti a Wisteria Lane incominciano a domandarsi chi volesse fare del male ad una ragazza dolce e premurosa come Julie. I primi sospetti si riversano sul giovane Danny, visto in compagnia di Julie sia da Carlos, che da Karen. All’ospedale, Lynette rivela a Susan che Julie temeva di essere incinta di un uomo col quale aveva intrecciato una storia complicata, il che porterà ad un litigio tra le due amiche. Lynette, allora, avvisa Susan della sua gravidanza indesiderata, ma Susan le farà capire che anche i suoi futuri bambini saranno ugualmente una benedizione. Nel frattempo, nella sua stanza ospedaliera, Julie riapre gli occhi per qualche secondo proprio quando Bree e Karl si stanno baciando, e Bree si preoccupa che la loro relazione venga a galla, ma soprattutto pensa a quanto l’amicizia con Susan potrebbe cambiare, dal momento che Karl è il suo ex marito. Katherine, intanto, approfitta dell’occasione per fare delle avances spinte a Mike, mentre Angie e Nick stabiliscono di trovare un alibi per la sera dell’aggressione di Julie a Danny, che non ricorda nulla per colpa della sbronza. Ana, che si sta frequentando con Danny, viene dunque convinta a coprire il ragazzo affermando, falsamente, ai detective di esserci uscito insieme la sera precedente, ma Gabrielle scopre che non è così e, messa Ana con le spalle al muro, la costringe a confessare il vero. A fine serata, l'intero vicinato punta gli occhi su Danny, prelevato dalla polizia e condotto in centrale.
- Guest star: Carlos Lacamara (dottor Hill), Gary Anthony Williams (Reggie)
- Altri interpreti: Jesse D. Goins e Karl Makinen (detective)

## Mogli e amanti
- Titolo originale: Never Judge a Lady by Her Lover
- Diretto da: Andrew Doerfer
- Scritto da: Bob Daily

### Trama
Danny viene rilasciato per mancanza di prove, scatenando la rabbia di Susan, che è sicura della colpevolezza del ragazzo nell’aggressione a Julie, così la donna inizia a sparlare in tutto il vicinato di Danny e della sua famiglia. Intanto, Gabrielle, Carlos, Ana e le bambine pranzano in un ristorante diretto proprio da John, arricchitosi molto dal recente divorzio dalla moglie. Carlos subito crede che la fiamma tra Gabrielle e John arda ancora, perciò consente ad Ana di accettare il lavoro offertole da John nel suo locale, ma Gabrielle non digerisce la cosa, conoscendo infatti le doti da conquistatore dell’ex amante. Lynette e Tom rendono ufficiale lo stato di gravidanza di Lynette ai figli, che sembrano prenderla tutt’altro che bene; inoltre, Lynette non sa se dirlo o meno a Carlos, suo capo al lavoro, che le ha appena concesso la carica di vicepresidente, destinata in origine ad un’altra donna alla quale, però, Carlos l’ha negata per via del suo essere incinta, e ciò non farà altro che convincere ancor di più Lynette a mantenere il segreto, anche durante una cena d’affari in cui Tom si ubriaca al posto suo. Nel frattempo, Karl prospetta a Bree l’idea di trascorrere un fine settimana a Las Vegas, ma Bree declina l’offerta poiché lo reputa solamente un passatempo. Karl, allora, si vendica accompagnando un’altra presso un evento a cui partecipano Bree ed Orson, e Bree, gelosa, lascia che la ragazza si faccia male. Bree, tuttavia, capisce da questa sua azione di starsi lentamente innamorando di Karl, per cui accetta il suo invito. Susan, infine, viene informata da Mike, che ha parlato con Bob, legale di Danny, che il ragazzo non ha davvero avuto nulla a che fare con l’imboscata a Julie, poiché la polizia ha trovato un filmato di sicurezza che riprende Danny in un bar nell’ora esatta in cui Julie veniva aggredita. Tremendamente in colpa per aver diffamato il suo nome, Susan si reca ad aiutare Angie, la cui abitazione è stata invasa da insulti e sporcizia, simboleggiando la fine del loro conflitto. 
- Guest star: Andrea Bowen (Julie Mayer), Jesse Metcalfe (John Rowland), Kathryn Joosten (Karen McCluskey)
- Guest star: Brooke Lyons (Candace), Darla Haun (Patti Jackson), Jordana Capra (Dolores Mason), Josh Zuckerman (Eddie Orlofsky), Maria Cominis (Mona Clarke), Michael Guarnera (Toby), Robin Thomas (Dick Johnson)
- Altri interpreti: Charlene May Khalaf e Cynthia Harmon (vicine), Erin Pickett (membro del club)
- Assenti: Mason Vale Cotton (M.J. Delfino)

## I disastri del cuore
- Titolo originale: The God-Why-Don't-You-Love-Me-Blues
- Diretto da: David Warren
- Scritto da: Alexandra Cunningham

### Trama
Lynette ha problemi a nascondere i primi segni di gravidanza, come l’aumento del suo seno che viene notato da Carlos, il quale, però, pensa sia un normale ritocco estetico che decide di “impiegare” per i clienti più facoltosi. Bree sorprende Katherine spiare Susan e Mike, così, in ansia per il comportamento sempre più strano dell’amica, Bree le attribuisce 3 settimane di malattia sperando che servano a farla riprendere. Tuttavia, giorni dopo, Katherine rischia di mandare a monte un matrimonio organizzato dall’impresa di Bree in quanto è stata usata la bozza della torta nuziale del suo mancato matrimonio con Mike, alche Bree licenzia Katherine. Intanto, Gabrielle scopre che Ana tiene dei preservativi che intende utilizzare in un rapporto con John, del quale si è infatuata, allora Gabrielle impone a John di non osare provarci con la nipote, ma il ragazzo ammette di aver sempre e solo amato lei e la bacia. Ana, avendo osservato la scena, torna a casa in lacrime e minaccia Gabrielle di raccontare ogni cosa a Carlos, perciò la donna le confessa della sua tresca passata con John che ormai non ha più significato per lei, ed Ana sceglie quindi di crederle e omettere quanto capitato a Carlos, e di mollare il lavoro al ristorante. Alla fine, Gabrielle, conscia di vivere una vita felice al fianco di Carlos, invia a John delle loro fotografie strappate, come ad alludere di aver finalmente voltato pagina. Angie corrompe Porter per allestire una festa a Danny con la scusa di aiutarlo ad integrarsi meglio tra i suoi coetanei, ma durante il party, Danny rimprovera il padre Nick dicendogli di sapere una certa cosa su di lui. Nel frattempo, Susan capisce, grazie ad Andrew, che Julie aveva abbandonato gli studi di medicina e avviato un’attività da cameriera, ma la cosa più sconvolgente è che la ragazza frequentava un uomo sposato. Al risveglio di Julie dal coma, Susan riempie la figlia di domande, alle quali Julie non ha alcuna voglia di rispondere, ma l’unico particolare che Susan riesce a scoprire è che l’iniziale del nome del misterioso uomo è una “D”. In nottata, mentre Julie sta dormendo, qualcuno entra nella sua stanza a depositare dei fiori: non è altri che Nick, che si autodefinisce in quel momento con l’appellativo di “Dominic”. 
- Guest star: Jesse Metcalfe (John Rowland)
- Guest star: Carlos Lacamara (dottor Hill), Noah Schuffman (Brian), Josh Zuckerman (Eddie Orlofsky), Robert Sudduth (Eddie), Vanessa Britting (Molly)
- Altri interpreti: Jack Thomas (prete)
- Assenti: Joshua Logan Moore (Parker Scavo), Kendall Applegate (Penny Scavo), Kyle MacLachlan (Orson Hodge), Mason Vale Cotton (M.J. Delfino)

## È facile giudicare
- Titolo originale: Everybody Ought to Have a Maid
- Diretto da: Larry Shaw
- Scritto da: Jamie Gorenberg

### Trama

Susan e Katherine durante una lite

Dopo un piccolo incidente in casa, Gabrielle viene accusata di essere un pessimo genitore dalla madre di un’amica di Juanita, che semina parole di odio su di lei per evitare che i figli degli altri presenzino alla festa di compleanno di Juanita. Gabrielle medita un piano ingegnoso con cui catturare l’attenzione dei bambini, ingaggiando una scimmietta, un clown ed un’enorme casa gonfiabile. Purtroppo per Gabrielle, la festa non va come sperato quando la scimmia terrorizza i bambini attaccando il clown, ma Carlos rasserena la moglie ribadendole che è solo per via della sua negligenza che le loro figlie sono venute su indipendenti e autonome, a differenza degli altri bimbi. Nel frattempo, pregata da Karen, Lynette assume il suo fidanzato Roy come tuttofare per dei piccoli lavori in casa, ma Roy sembra avere più a cuore il rispetto di Tom che il suo, perciò Lynette licenzia l’uomo durante un’animata discussione. Tom riesce però a far calmare le acque, chiarendo a Roy che il comportamento tanto temperato di Lynette è dipeso dalle varie delusioni e sofferenze che ha dovuto passare in vita sua, così Lynette decide di riassumerlo. Intanto, la relazione extraconiugale di Bree con Karl procede a gonfie vele, e i due s’incontrano quotidianamente nel solito motel, dove, un giorno, Bree si sente piuttosto offesa dal portamento sfrontato di una cameriera che intuisce della sua storia clandestina. Successivamente, la donna dimostra di aver giudicato Bree così velocemente perché lei stessa, in passato, ha navigato in una relazione segreta che l’ha portata, ora, a non avere né un marito, né un amante. A dispetto della sua consapevolezza di stare sbagliando a tradire Orson, Bree va avanti con la sua relazione. Julie viene dimessa dall’ospedale e ritorna a Wisteria Lane, venendo caldamente accolta dai suoi vicini in una festa di bentornato. Julie rompe poi definitivamente con Nick, l’uomo che frequentava. Frattanto, Susan lotta imperterrita contro i problemi che le dà Katherine, ossessionata da Mike. Una notte, Susan viene svegliata da un grido di Julie, che avvisa la madre della presenza di qualcuno al di fuori di casa loro. Susan, allora, vedendo apparire una sagoma alla sua finestra, spara un colpo di proiettile con la pistola che Danny aveva prestato a Julie per farla sentire più al sicuro, ma in realtà la figura non era altri che Katherine, che sostituiva Tom nei turni di sorveglianza istituiti nel quartiere. Katherine è desiderosa di denunciare Susan alla polizia, ma Angie, preoccupata perché la pistola adoperata da Susan è registrata coi veri nomi della sua famiglia, riesce a dissuaderla assecondandola con la sua convinzione che Mike sia ancora innamorato di lei.
- Guest star: Aisha Hinds (cameriera), Alyssa Shafer e Haley Tju (bambine), Barbara Alyn Woods (Nora), Cindy Lu (Kirsten), David Bickford (clown), Dennis Cockrum (allenatore), Mackenzie Brooke Smith (Rachel Miller), Maria Cominis (Mona Clarke), Orson Bean (Roy Bender)

## Regole e conseguenze
- Titolo originale: Don't Walk on the Grass
- Diretto da: David Grossman
- Scritto da: Marco Pennette

### Trama
Durante la recita scolastica, Juanita esclama una parolaccia che le costa una punizione molto severa, ma quando la preside critica la sua attitudine di madre, Gabrielle ritira la figlia da scuola per ripicca ed è costretta quindi a farle da insegnante privata a casa. Tuttavia, Juanita, arrabbiata con Gabrielle per aver deciso al suo posto, le provoca non pochi problemi. Tom comincia a comportarsi in maniera infantile da quando ha iniziato l’università, come uscire fino a tarda notte con dei suoi compagni ubriachi. Una sera, infatti, Lynette si dirige alla festa di una confraternita convinta che ci sia anche Tom, ma scopre che il marito tende a farsi amici i suoi compagni poiché gli permettono di copiare agli esami. Intanto, Bree capisce di starsi innamorando a mano a mano di un uomo rozzo e volgare come Karl, perciò pensa sulle prime di lasciarlo per non ferire nessuno, ma poi ritorna tra le sue braccia dopo che Karl le regala una spilla appartenuta a sua nonna e che, a suo dire, avrebbe elargito alla donna della sua vita. Mentre Bree ed Orson sono a cena dai Delfino, però, Susan riconosce immediatamente la spilla e rende partecipe Bree di esserne già stata proprietaria in passato, ma di averla persa, quando in realtà fu Karl a rubargliela. Irata, Bree fronteggia le menzogne di Karl, il quale le chiede inaspettatamente di sposarlo, ma concede a Bree del tempo per rifletterci. Bree riesce a capire da Susan che Karl è un uomo assai migliore rispetto a quello che l’ha tradita anni addietro, e quindi la donna pondera bene sulla sua risposta. Orson, purtroppo, percepisce aria di bugie nel momento in cui entra nel negozio di antiquariato in cui Bree ha dichiarato di aver comprato la spilla. Nel frattempo, Susan deve per forza interagire gentilmente con Katherine per sventare la possibile denuncia per aggressione a mano armata. A notte inoltrata, Katherine telefona Mike per un guasto idrico, ma anche Susan si presenta per avere la situazione sotto controllo, e, per l’appunto, quello di Katherine era solo un tentativo di seduzione. Il giorno dopo, Katherine va da Angie per ringraziarla del suo contributo, e le sta vicino in occasione del presunto anniversario della morte di sua madre, malgrado, in seguito, Katherine la senta parlare a telefono proprio con la mamma, alche Angie, impensierita da ciò che Katherine potrebbe scoprire, fa il doppiogioco e insinua in Susan il dubbio che Katherine sia una pazza pericolosa che avrebbe potuto spingersi a tutto pur di vendicarsi di lei e Mike, incluso aggredire Julie.
- Guest star: Alex Miller (Neidermeyer), Casper Brindle (padre al cellulare), Cody Wai-Ho Lee (bambino Pilgrim) Marianne Muellerleile (Anne Peterson), Daniel Booko (Mahoney), Hugh B. Holub (Allen)

## Delitto e castigo
- Titolo originale: Careful Things You Say
- Diretto da: Bethany Rooney
- Scritto da: Peter Lefcourt

### Trama
Carlos assume una domestica per sgravare Gabrielle dalle pulizie di casa, consentendole quindi di potersi dedicare unicamente all’insegnamento di Juanita, ma la bambina non vuol sentire ragioni e tiene il broncio alla madre. La donna di servizio, Ivana, svela di essere un’ingegnera esperta nel campo, così Gabrielle decide di invertire i ruoli, con il risultato che Juanita impari in fretta. Carlos, tuttavia, chiede un’altra domestica per via delle condizioni della casa, e Gabrielle, disperata, rintraccia Ivana per lasciarla essere la maestra di Juanita, ma Carlos scopre la verità e, adocchiando la sofferenza della moglie nel rapporto che si sta oramai sgretolando con Juanita, le promette che troveranno una soluzione. Nel frattempo, Bree ed Orson cenano a casa dei Bolen, dove Angie e Nick propongono a Bree, rimasta senza un aiutante dopo il licenziamento di Katherine, di offrire un lavoro ad Angie, ottima cuoca di piatti italiani, ma Bree rigetta cortesemente l’invito. Quando, però, una coppia di clienti richiede un menù a base di pasti italiani per il loro ricevimento, Bree riesce a farsi dare da Angie le ricette delle sue pietanze, benché non sia in grado di cucinarle a dovere, perciò le due mettono da parte i loro differenti caratteri e diventano socie. Susan e Mike segnalano i loro sospetti su Katherine quale l’aggressore di Julie alla polizia, e il caso viene affidato alla detective Denise Lapere, la quale è in verità una vecchia compagna di liceo di Susan che serba ancora rancore verso di lei per i loro trascorsi. Ciononostante, Denise scopre che non può essere stata Katherine la colpevole, visto che, dai tabulati telefonici, risulta che la donna fosse in chiamata con la figlia Dylan nel momento dell’attacco, ma, in compenso, Denise arresta invece Susan per non aver denunciato la sparatoria a Katherine. Intanto, Lynette origlia una brutta sfuriata tra Julie e Nick, e la ragazza le confessa dunque che è proprio Nick l’uomo della relazione, ma fa giurare a Lynette di tenere acqua in bocca con Susan. Lynette confida tutto a Tom, ed entrambi sono d’accordo a denunciare Nick, possibile assalitore di Julie, ma Nick viene prosciolto da Angie, che mente dicendo di essere stata insieme a lui la sera dell’aggressione, nonostante dia a vedere di aver sempre saputo della storia tra il marito e Julie, e gli rifila un pugno. 
- Guest star: Kathy Najimy (detective Denise Lapera)
- Guest star: Anna Katarina (Ivana), Karl Makinen (detective Furst), Eileen Galindo (Christina), Michael Dempsey (detective), Susan Angelo (Teresa Vitale), Vito D'Ambrosio (Silvio Vitale)

## Paura di decidere
- Titolo originale: The Coffee Cup
- Diretto da: Larry Shaw
- Scritto da: Marc Cherry e David Flebotte

### Trama
Susan viene condannata ai lavori socialmente utili per aver sparato a Katherine, che gongola la sua vittoria sporcando la zona in cui Susan stava pulendo, per cui anche Katherine subisce la sua stessa sorte. Susan scopre inoltre che Katherine era solita avere 5 rapporti sessuali al giorno con Mike, e cerca di superare tale “record”. Carlos ha intenzione di aprire una filiale della sua impresa in Florida, mentre Gabrielle vorrebbe che Juanita venisse ammessa alla scuola cattolica, ma non c’è spazio a sufficienza, perciò Gabrielle prende due piccioni con una fava e convince Carlos a mandare il suo fidato collega Terrence a gestire l’azienda in Florida, così da far sgomberare il posto di sua figlia dalla scuola parrocchiale. Tuttavia, a Lynette la faccenda non aggrada, perché ha paura che, senza Terrence e con l’avvicinarsi della nascita dei gemelli, Carlos venga a sapere della sua gravidanza, così Lynette e Tom organizzano una cena con Terrence e sua moglie al fine di consigliare loro che trasferirsi in Florida non sia una buona idea. Più tardi, Gabrielle va a trovare Lynette per capire il perché del suo gesto, scoprendo quindi la verità sulla gravidanza, per la quale rimane delusa. Carlos, avvisato da Gabrielle e altresì frustrato, prevede di spedire la stessa Lynette in Florida, non potendo effettivamente licenziarla per legge. Intanto, Orson fiuta odore di tradimento, e chiede dunque ad Angie di osservare le mosse di Bree. Angie, dapprima, rifiuta ma poi si ricrede quando coglie Bree intrattenersi con Karl, e decide comunque di coprirla al ritorno di Orson. Nel frattempo, una cameriera del bar di Fairview, Emily, ascolta una conversazione telefonica tra Nick ed una persona sconosciuta riguardo ad una missione segreta, dopodiché, alla chiusura del locale, Emily viene attaccata e strangolata dal medesimo aggressore di Julie. 
- Guest star: Gina Hecht (giudice Mary Gallagher)
- Guest star: Dana Cuomo (Crystal Henderson), Josh Zuckerman (Eddie Orlofsky), Jeff Doucette (Padre Crowley), Julie McNiven (Emily Portsmith), Ned Vaughn (Terrence Henderson), Robert R. Shafer (supervisore)

## Un mondo pericoloso
- Titolo originale: Would I Think of Suicide?
- Diretto da: Ken Whittingham
- Scritto da: Marc Cherry e Jason Ganzel

### Trama
La morte della giovane cameriera Emily viene subito collegata all’aggressione di Julie, per questo le donne di Wisteria Lane s’iscrivono ad un corso di autodifesa per sentirsi più al sicuro. Susan scorge l’auto di Julie parcheggiata in un motel, e ha il timore che la figlia abbia ripreso a vedere l’uomo sposato, ma è ignara del fatto che in realtà Julie ha scambiato la sua macchina con quella del padre Karl. Infatti, Susan becca Bree e Karl insieme, arrabbiandosi molto con l’amica per averle nascosto una cosa del genere, ma in un secondo momento, Susan si tranquillizza e capisce di doverli lasciare liberi, poiché Karl può davvero rendere felice Bree. Quest’ultima, intanto, ha trovato, tramite Karl, la maniera di sbarazzarsi di Orson, ossia quella di immortalare il marito in compagnia di un suo ex compagno di prigione per compromettergli la libertà vigilata. Nel frattempo, Lynette ancora non accetta il lavoro in Florida impostatole da Carlos, in vena di vendetta verso di lei per colpa della storia della gravidanza, perciò, dato che non può licenziarla senza una buona ragione, Carlos assegna a Lynette un ufficio minuscolo e la incarica di svolgere un lavoro lunghissimo in poco più di 24 ore. Gabrielle, però, si accorge del dispiacere di Lynette, e riesce a persuadere Carlos a seppellire l’ascia di guerra, se non fosse che Lynette abbia già fatto causa all’uomo. La situazione genera le prime antipatie tra gli Scavo e i Solis, soprattutto quando Lynette, avendo partecipato alla recita della figlia Penny, non consegna il lavoro completo nei tempi prestabiliti a Carlos, che, conseguentemente, la licenzia. Dopo l’omicidio di Emily, di cui potrebbe essere sospettato, Nick suggerisce ad Angie di lasciare Fairview, ma la donna, per la prima volta in 18 anni di fuga, si professa finalmente inserita in una comunità nella quale si sente a proprio agio. Danny, purtroppo, venendo ripudiato da Julie, commette un tentativo di suicidio che lo porta in ospedale, dove, stordito dai farmaci, rivela all’infermiera e vicina di casa, Mona Clarke, che il suo vero nome è Tyler. Frattanto, Katherine continua ad importunare MJ, finché Mike, su tutte le furie, non le intima di stare alla larga dalla sua famiglia, dicendole di non averla mai amata. Katherine, allora, piena di rabbia e tristezza, si autoinfligge una ferita con un coltello da cucina e chiama poi un’ambulanza, dando la colpa a Mike. 
- Guest star: Michael Worth (istruttore auto-difesa)
- Guest star: Anthony Scavone (postino), Christine Clayburg (giornalista), Josh Zuckerman (Eddie Orlofsky), Julie McNiven (Emily Portsmith), Jill Czarnowski (Rita), John Sanderford (Mr. Matthews), Kate Fuglei (madre di Emily), Lamont Thompson (Lamar Benjamin), Lynne Maclean (Eileen), Maria Cominis (Mona Clarke), Robert Sudduth (Eric), Suzanne Krull (Sophie)

## Buon Natale
- Titolo originale: Boom Crunch
- Diretto da: David Grossman
- Scritto da: Joey Murphy e John Pardee

### Trama
Wisteria Lane si accinge a celebrare un Natale indimenticabile, ma non per tutti è tempo di festeggiamenti. Katherine accusa Mike di averla accoltellata volontariamente e viene ricoverata all’ospedale, ma Susan, allarmata dall’evidente instabilità mentale di Katherine, riesce a convincere sua figlia Dylan a raggiungere Fairview. Dylan, però, sembra essere irritata da Susan, in quanto Katherine le ha sempre raccontato un’altra versione della storia secondo la quale lei ha sposato Mike, mentre Susan s’immischiava nei loro affari. Una volta spiegatole come stanno realmente le cose, Susan e Dylan decidono di far assistere Katherine in un istituto psichiatrico. Intanto, la faida tra Lynette e Gabrielle continua: Lynette cerca instancabilmente il perdono di Gabrielle per aver citato in giudizio Carlos, che adesso rischia di perdere la sua azienda, ma Gabrielle è irremovibile. Karl ingaggia Jeff e Daphne Bicks, un’infelice coppia di aviatori, per sorvolare il quartiere di Wisteria Lane con uno striscione sul quale Karl esprime il suo amore per Bree, chiedendo la sua mano. Nel frattempo, Bree ricatta Orson con le fotografie che lo ritraggono assieme al suo ex compagno di cella, ottenendo quindi il divorzio, ma Orson scopre casualmente che Bree ha un amante, della cui identità è all’oscuro fino al giorno di Natale in cui Karl preferisce dirgli la verità prima che l’aeroplano faccia la sua apparizione. Karl ed Orson se le suonano di santa ragione nella casetta dei regali di Babbo Natale, dove entra anche Bree per sedare la rissa. Frattanto, Mona crede che i Bolen facciano parte del Programma Protezione Testimoni. Tuttavia, di ritorno dall’ospedale, Danny, pensando che Mona sia consapevole delle vere questioni della sua famiglia, le riferisce sbalorditivamente che Angie era una terrorista che, dopo gli attentati dell’11 settembre 2001 e la morte di un uomo, fu costretta a scappare e nascondersi dalla polizia. Mona usa la rivelazione per estorcere da Angie un mucchio di soldi. Contemporaneamente, Jeff muore durante uno dei soliti litigi con Daphne, la quale, incapace di pilotare l’aeroplano, esegue un atterraggio d’emergenza proprio su Wisteria Lane: l’aereo si schianta, investendo in pieno Mona e buttando alla deriva gli abitanti del quartiere che si stavano godendo il Natale; mentre Lynette mette in salvo la piccola Celia, il velivolo travolge anche la casetta di Babbo Natale con all’interno Bree, Orson e Karl, e dalla quale spunta una mano insanguinata. 
- Guest star: Dan Castellaneta (Jeff Bicks), Lyndsy Fonseca (Dylan Mayfair)
- Guest star: Caroline Aaron (Daphne Bicks), Josh Abraham Webber (paziente dell'ospedale), Maria Cominis (Mona Clarke), Mary Passeri (infermiera), Perry Smith (Gayle)

## E se...
- Titolo originale: If...
- Diretto da: Larry Shaw
- Scritto da: Jamie Gorenberg

### Trama
L’incidente aereo su Wisteria Lane diventa l’occasione giusta per le casalinghe di riflettere sulle proprie vite e su come sarebbero potute essere se avessero fatto scelte diverse: Susan immagina di aver perdonato il tradimento di Karl, ma di essersi rifugiata nel cibo per un matrimonio infelice e all’insegna della continua infedeltà del marito; Susan tenta di conquistare Mike, accorso per un intervento idraulico, ma l’uomo la respinge esortandola a rimettersi in carreggiata, quindi Susan riesce a dimagrire con forza e coraggio, sebbene Karl decida definitivamente di mollarla, lasciandola da sola, mentre Mike è già impegnato con un’altra donna. Nel presente, Susan viene informata dai medici che Karl non ce l’ha fatta, ma il suo dolore trova conforto nel pensare che è solo grazie a lui se ha potuto conoscere e innamorarsi di Mike. Intanto, Bree, lievemente ferita dall’incidente, sogna cosa sarebbe successo se avesse davvero sposato Karl: esattamente come con Susan, Bree viene più e più volte tradita da Karl, portandola al divorzio; in seguito, Bree scopre della morte di Orson per un infarto causato dal suo abbandono, tant’è che Bree trova molteplici fotografie della loro vita insieme in casa sua. Svegliatasi, Bree, oltre che alla notizia su Karl, apprende che Orson corre il rischio di rimanere paralizzato. Angie spera vivamente che Mona muoia, altrimenti si verrà a sapere del suo segreto, e così rimugina su come sarebbe la sua vita se si scoprisse la verità: Angie, il cui vero nome è in realtà Angela De Luca, viene condannata all’ergastolo, senza possibilità di vedere Nick, che prima della loro fuga era un agente dell’FBI, e Danny. Fortunatamente per Angie, Mona non sopravvive. Gabrielle, nel frattempo, si appisola di fianco alla figlioletta Celia, salvata prontamente da Lynette, e sogna di consacrare la sua vita alla disperata voglia di rendere Celia un’attrice di fama mondiale poiché è fermamente convinta che la bambina si sia tratta in salvo dall’incidente per la sua “specialità”; tuttavia, ciò trasformerà Gabrielle in un’anziana squattrinata, divorziata da Carlos e alle prese con la sua ossessione per Celia, che comunque non farà molta strada. Al suo risveglio, Gabrielle dice che solamente Celia dovrà decidere cosa farne della sua vita. Lynette, dopo una complicanza che potrebbe far manifestare disabilità in uno dei gemelli che porta in grembo, prevede il suo futuro da madre di un bambino mentalmente ritardato; Lynette ha dunque a che fare con una vita difficile, ma i suoi sforzi verranno ricompensati quando il figlio si laureerà dimostrando di saper essere all’altezza degli altri nonostante la sua disabilità. Purtroppo, ritornata al presente, Lynette viene messa al corrente da Tom di aver perso il bambino, e la situazione permette a Lynette e Gabrielle di ricongiungersi. A fine episodio, viene commemorata la funzione funebre di Karl.
- Guest star: Anthony Traina (Patrick Scavo), James McDonnell (dottor Crane), Jeff Doucette (Padre Crowley), Helen Eigenberg (Jean), Jayne Taini (signora Greco), Karolinah Villarreal (Celia undicenne), Maria Cominis (Mona Clarke), Michael Holden (dottor Baron), Miguel Pérez (agente Pedilla), Paul Keeley (dottor McLean), Ragan Brooks (Courtney), Steven Anderson (giudice Sullivan), Zayne Emory (Patrick dodicenne)
- Altri interpreti: Dale Waddington (infermiera), Evan Arnold (direttore del casting), Kathleen S. Dunn (commercialista), Mindy Montavon (Polly Scavo), Craig Tsuyumine (reporter), Greg Haines (avvocato di Angie)
- Assenti: Dana Delany (Katherine Mayfair), Kendall Applegate (Penny Scavo), Kyle MacLachlan (Orson Hodge)

## Maschere
- Titolo originale: You Gotta Get a Gimmick
- Diretto da: David Grossman
- Scritto da: Joe Keenan

### Trama
Dal testamento del defunto Karl, Susan eredita la quota di un’attività segreta amministrata dall’uomo, ossia il "Double D", un locale di spogliarelliste, che Susan scopre essere frequentato anche da Mike. Quando Mike ignora spudoratamente la sua richiesta di smetterla di andare in quel posto, Susan mette in scena uno spettacolino piccante allo strip-club per fargli cambiare idea. Gabrielle e Carlos, oramai riappacificatisi con Lynette e Tom, porgono numerosi regali ai due per ringraziare Lynette di aver salvato Celia, e, per di più, Carlos rende a Lynette un buon periodo di riposo per occuparsi della bambina che sta per arrivare. Tom, però, si offre di sostituire temporaneamente Lynette al lavoro, ma la donna comincia a pensare che il marito voglia soffiarle via il posto, così ne discute con Tom, e al termine del loro litigio, Lynette decide di ritornare a lavorare per non dover restare tutto il giorno a badare alla figlioletta rimpiangendo la perdita del suo gemellino. Nel frattempo, Carlos cerca di insegnare a Juanita le usuali tradizioni messicane che condividono lui e Gabrielle, la quale, tuttavia, è restia dal momento che vuole proteggere la figlia dal suo complicato passato, avendo dovuto vivere a stento in una cittadina del Messico dimenticata da Dio. Intanto, il Reverendo Sikes consiglia a Bree di prendersi cura della convalescenza di Orson, paralizzato dal bacino in giù e costretto sulla sedia a rotelle, per espiare il peccato di averlo tradito con Karl. Inizialmente, avendocela con Bree, Orson preferisce albergare da Karen e Roy, ma poi Bree lo conduce contro la sua volontà in casa loro, dove Orson, non potendo far nulla, tratta la moglie con assoluta freddezza e manipolazione. Julie è intenzionata a lasciare Wisteria Lane fino a quando non verrà acciuffato il suo aggressore, mentre Ana riesce finalmente ad attirare l’interesse di Danny.
- Guest star: Andrea Bowen (Julie Mayer)
- Guest star: Lou DiMaggio (Emcee)
- Altri interpreti: Ben Lemon (avvocato), Kevin Scott Allen (ubriaco), Sujata Day (ballerina)
- Assenti: Dana Delany (Katherine Mayfair), Daniella Baltodano (Celia Solis), Drea de Matteo (Angie Bolen), Jeffrey Nordling (Nick Bolen), Kendall Applegate (Penny Scavo), Mason Vale Cotton (M.J. Delfino)

## Qualcuno ci ascolti
- Titolo originale: How About a Friendly Shrink?
- Diretto da: Lonny Price
- Scritto da: Jason Ganzel

### Trama
Juanita accede alla scuola di MJ, dove Susan è ormai una docente vera e propria. Gabrielle scopre che il collegio si fonda su una catalogazione degli studenti in base alle loro abilità, ma sospetta che Juanita sia nella fascia dei più deboli, al contrario di MJ, che invece pare essere tra i primi. Dopo alcune ricerche e diversi battibecchi su chi dei rispettivi figli sia il più dotato, Susan e Gabrielle capiscono che la loro intelligenza verrà da sé. Intanto, Tom prende spunto da Bob e Lee ed inizia a seguire una terapista a causa del turbamento creatosi tra lui e Lynette in seguito alla perdita del loro bambino, ma Lynette non ne è entusiasta. Tuttavia, quando Lynette si reca dalla psicologa con secondi fini, decide di accompagnare Tom alle sedute per farsi aiutare nel suo dolore. Orson tratta Bree quasi come una serva, facendosi servire e riverire senza neanche esserle grata, poiché la incolpa per il suo stato di paralisi. Un giorno, addirittura, Orson finge di essere stato maltrattato da Bree agli occhi della sua fisioterapista, così Bree deve continuare a pazientare, ma la goccia che fa traboccare il vaso cade quando Orson si rifiuta di lavarsi, spingendo Bree ad innaffiarlo con la canna dell’acqua nel loro giardino in una scenata nella quale Bree comprende della grande amarezza che opprime il marito. Nel frattempo, Angie disapprova la relazione appena nata tra Danny e Ana, valutando quest’ultima inadatta al figlio, mentre Karen fa visita ad una Katherine quasi del tutto guarita dalla sua forma di erotomania presso l’ospedale psichiatrico. Katherine si sente terribilmente in colpa per ciò che ha commesso ai danni di vicini e amici, perciò Karen combina un incontro fra lei e le altre casalinghe per una rimpatriata, durante la quale Katherine ha la possibilità di scusarsi con Susan. 
- Guest star: Aedin Mincks (Joey Murphy), Candace Brown (signora Chapman), Jane Leeves (dottoressa Graham), John Rubinstein (preside Hobson), Mackenzie Brooke Smith (Rachel Miller), Patricia Bethune (Joyce), Richard Gilliland (dottor Brent Avedon), Vince Cefalu (signor Jameson), Wendy Benson-Landes (Colleen Henderson)
- Altri interpreti: James Aiden e Karen Strassman (coppia infelice)
- Assenti: Charles Carver (Porter Scavo), Joshua Logan Moore (Parker Scavo), Kendall Applegate (Penny Scavo)

## Il gioco delle parti
- Titolo originale: The Glamorous Life
- Diretto da: Bethany Rooney
- Scritto da: Dave Flebotte

### Trama
Dopo aver venduto la sua quota del Double D, Susan conosce Robin, una spogliarellista brillante ed intelligente. Notando il talento di Robin, Susan la sprona a dare le dimissioni dal locale e intraprendere una nuova strada, così l’assume come sua assistente a scuola. Purtroppo, Robin viene riconosciuta da un genitore che denuncia il suo passato da spogliarellista al preside, il quale, a sua volta, la licenzia. Susan e Mike decidono quindi di ospitare Robin da loro fin quando non si sistemerà in proprio. Lynette e Tom, nel frattempo, vengono invitati ad una rappresentazione teatrale in cui figura tra i personaggi la loro terapeuta, la dottoressa Graham, che però interpreta in una maniera talmente orrida da far esternare a Lynette e Tom ogni loro turbamento interiore pur di non frequentarla più. Intanto, Orson cerca di disfarsi della sua roba regalandola agli amici, cosa che fa insospettire Bree. Questi, poco dopo, legge dal computer di Orson la bozza di una lettera d’addio attraverso la quale Bree capisce che l’uomo ha in programma di suicidarsi. Durante il ricevimento di un anniversario di matrimonio, Bree impedisce che Orson compia il fatidico gesto, ed insieme, dopo essersi scusati a vicenda, prendono la decisione di riprovarci. Il rapporto di Danny e Ana s’intensifica, ma Gabrielle e Carlos vorrebbero evitare che i due facciano l’amore, perciò Gabrielle promette di firmare un assegno ad Ana con cui partire alla volta di New York e avviarsi alla carriera di modella, se rimarrà vergine fino al diploma. Ad ogni modo, i ragazzi sono sul punto di venire meno all’accordo, quando Carlos rincasa e aggredisce Danny. Angie interviene per salvare il figlio, mentre Gabrielle e Carlos, il giorno seguente, ascoltano di nascosto un pesante litigio tra Angie e Nick che provoca i primi sospetti sulla famiglia Bolen. 
- Guest star: Brent Briscoe (Jimbo Rooney), Daryl Mitchell (Ron), Edmund L. Shaff (Walter Lackey), Jay Cramer (Chris), Jeff Griggs (Anthony), Julie Benz (Robin Gallagher), Kahlil Joseph (Philo), Michael Crider (Dan), Reta Rose (Shirley Lackey), Shaw Jones (DJ), Stewart Rose (Uomo), Suzanne Dodd (Donna)

## Robin
- Titolo originale: Lovely
- Diretto da: David Warren
- Scritto da: David Schladweiler

### Trama
L’arrivo di Robin a Wisteria Lane comporta dello scompiglio tra le casalinghe, che si sentono minacciate dalla sua presenza. Lynette, ad esempio, considera Robin una poco di buono poiché si fa la doccia con le tendine aperte, permettendo al figlio Parker e ai suoi amici di spiarla, ma Robin parla chiaro a Lynette, dicendole che Parker non è innocente come sembra, infatti le ha addirittura offerto dei soldi per perdere la sua verginità con lei. Intanto, mentre aiuta Robin a preparare una torta per Susan e Mike, Bree si sfoga con la ragazza a proposito della deriva del suo tormentato matrimonio con Orson, perciò Robin le raccomanda di stuzzicarlo a letto; i tentativi di Bree, tuttavia, saranno più comici che utili, ma Orson promette alla moglie che andrà meglio. Gabrielle, nutrendo dei dubbi verso i Bolen, ha paura che Ana passi del tempo con Danny, e quindi la invoglia a partire per uno stage di modelle a New York, ma Ana è risoluta ad aspettare la fine della scuola per poterci andare insieme a Danny; Robin, allora, indotta da Gabrielle, riesce a far capire ad Ana di non dover gettare all’aria la sua vita per un ragazzo qualsiasi, ma quando scopre di essere stata usata da Gabrielle, Robin rivela tutto a Danny, che subito decolla a New York da Ana. Susan, nel frattempo, è ingelosita dai sensuali massaggi che Robin effettua ai dolori per il troppo lavoro di Mike, e tenta di rimediare, facendo finire il povero Mike all’ospedale; capendo di essere di troppo dai Delfino, Robin decide di trasferirsi altrove e viene cordialmente accettata in casa di Katherine, completamente guarita e dimessa dall’istituto comportamentale. Una sera, mentre sono fuori a cena, Robin bacia Katherine per schivare le avances di alcuni uomini, e così la donna confessa privatamente a Katherine di essere lesbica. La stessa Katherine comincerà poi a meditare i suoi sentimenti per Robin.
- Guest star: Eric Lutes, Scott Haven e Ryan Heinke (amici di Parker), Julie Benz (Robin Gallagher), Orson Bean (Roy Bender)
- Assenti: Charles Carver (Porter Scavo), Drea De Matteo (Angie Bolen), Jeffrey Nordling (Nick Bolen), Kendall Applegate (Penny Scavo), Madison De La Garza (Juanita Solis)

## Seduzioni
- Titolo originale: The Chase
- Diretto da: Larry Shaw
- Scritto da: David Schladweiler

### Trama
Nel mentre di un pranzo, Susan “forza” Roy a chiedere Karen in sposa, benché l’uomo non sia favorevole al matrimonio per poter essere libero e indipendente, ma la diagnosi di un tumore a Karen spinge Roy ad accettare la proposta prima che sia troppo tardi. Intanto, Lynette e Tom, presi dall’incombente nascita della bambina, si dimenticano dell’11º compleanno di Penny che va via via peggiorando quando invece del suo nome sulla torta viene inciso quello della nascitura, ovvero “Polly”. Penny, rattristita, fugge di casa e trova riparo in un hotel, dove Lynette riesce a rasserenarla. Nel frattempo, Sam Allen, un baldo giovane istruito e in gamba, si presenta nell’impresa di Bree per essere assunto. Colpita dalle capacità e dalla schiettezza di Sam, Bree gli fornisce un lavoro, ma ben presto Sam farà di tutto pur di mettere in cattiva luce Andrew, come denigrare le sue idee e incitare Bree a licenziare Tad, un suo dipendente col quale Andrew aveva una relazione segreta. Gabrielle trasloca momentaneamente in casa di Bob e Lee per non contrarre la varicella da Celia. Gabrielle ha dunque l’opportunità di riassaporare la vita da single di una volta, dandosi alla pazza gioia alle feste tra gay di Bob e Lee e simulando un virus intestinale per restare ancora un altro po' da loro. Durante un party, Gabrielle capita in una stanza preallestita per un bambino, ed è allora che Bob le confessa di star provando, insieme a Lee, ad adottare un figlio per riempire la loro vita di gioia, così come è la vita di Gabrielle, la quale capisce dell’immensa fortuna che possiede da madre e ritorna da Carlos e le bambine. Frattanto, Katherine viene perseguitata da sogni erotici su Robin, pertanto mette in discussione il proprio orientamento sessuale e cerca di allontanarla, ma infine cede alle sue fantasie e copula con la donna. Angie e Nick sono convinti che Danny sia partito per un campeggio con il suo amico Eddie, ma Angie incontra quest’ultimo al supermercato e scopre che in verità Danny si trova a New York. Angie si agita notevolmente, giacché pare che a New York ci sia un certo Patrick Logan di cui i Bolen hanno timore, per cui Angie e Nick predispongono istantaneamente il loro prossimo volo per accorrere da Danny.
- Guest star: Earnestine Phillips (detective Aguilar), Eric Colton (Tad), Julie Benz (Robin Gallagher), Laura McLauchlin (--------), Les Brandt (Antonio), Ray Garcia (Fernando), Richard Gilliland (dottor Brent Avedon), Sam Page (Sam Allen)
- Altri interpreti: Jeffrey Markle (autista dell'autobus), Jonathan Spencer (cliente), Lindsay Ryan (ragazzina)
- Assenti: Joshua Logan Moore (Parker Scavo), Kyle MacLachlan (Orson Hodge), Maiara Walsh (Ana Solis), Mason Vale Cotton (MJ Delfino)

## Rivelazioni
- Titolo originale: Chromolume No. 7
- Diretto da: Lonny Price
- Scritto da: Marco Pennette

### Trama
Susan paga il mutuo di lavoro a Mike coi soldi incassati dalla liquidazione del Double D, ma a Mike non va bene poiché era suo compito estinguere il debito; inoltre, mentre dialogano sulla presunta omosessualità di Katherine, Susan afferma quanto Mike sia tenero e dolce in confronto agli standard maschili, innescando in lui un meccanismo di autodifesa che lo porta a comportarsi più da “macho”, così Susan blocca l’assegno del mutuo per lasciare che Mike lo saldi da sé. Preston, gemello di Porter, ritorna a Wisteria Lane dal suo lungo viaggio sabatico intorno all’Europa, e fa una sorpresa all’intera famiglia presentando loro la sua nuova fidanzata di origini russe, Irina. Lynette, lì per lì, dubita fortemente della buonafede di Irina, che viene creduta una mangiatrice di soldi; oltretutto, Preston è risoluto a donarle il prezioso anello della nonna di Lynette come pegno di fidanzamento, ma Lynette, non volendo rinunciare al suo cimelio per una qualunque, richiede una copia dell’originale con cui trarre in inganno Irina e sperare che rompa con Preston, ma con grande stupore, Irina rende indietro l’anello a Lynette, facendole però intuire di aver capito dell’imbroglio. Intanto, Bree nomina Sam suo vicedirettore, suscitando l’invidia di Andrew, che arriva a malmenare il ragazzo da ubriaco. Mortificata, Bree si dirige da Sam, nella cui casa scopre una foto di Sam da piccolo in compagnia di Rex. Sam, a questo punto, svela incredibilmente a Bree di essere il figlio illegittimo di Rex, avuto prima che l’uomo si sposasse con Bree. Dopo aver ascoltato da Sam come sia stato cresciuto soltanto da sua madre, deceduta da poco, Bree decide di accogliere il ragazzo nella sua famiglia. Katherine è alquanto confusa dal recente rapporto sessuale con Robin, perciò si rivolge a Bob e Lee, grazie ai quali si convince di non essere lesbica, e glielo riporta a Robin, che, offesa, non pensa che la colpa di quanto successo sia da addossare unicamente al fatto che Katherine fosse ubriaca. Nel frattempo, Gabrielle accompagna Angie nel suo viaggio a New York per intercettare Ana e Danny. Sul posto, Gabrielle rincontra due sue ex colleghe famose, Heidi Klum e Pavlína Pořízková, tuttora arrabbiate con lei per i suoi capricci che, indipendentemente dal matrimonio con Carlos, le avrebbero precluso il continuo della sua carriera di modella. Parallelamente, Angie visita sua madre, Rose De Luca, presso cui Danny si è rifugiato, e riesce a incoraggiarla a lasciar andare Danny, minacciato da Patrick Logan. Mentre Ana, rinfrancata da Gabrielle, rimane a New York per proseguire il suo sogno, Danny ritorna a Fairview con Angie e Gabrielle; durante il volo, Angie racconta a Gabrielle che in gioventù era un’attivista a favore del benessere del pianeta e che s’invischiò in Logan, un terrorista psicopatico che la spinse a commettere atti di violenza per la loro causa, ma dal quale riuscì a scappare con l’aiuto di Nick; la notizia più scioccante riguarda il fatto che non è Nick il padre naturale di Danny, bensì lo stesso Patrick, per questo motivo l’uomo rappresenta un problema per Angie e la sua famiglia. A New York, frattanto, la vicina di casa di Rose, Iris Beckley, si rivela un’informatrice di Logan, a cui comunica dell’esatta localizzazione dei Bolen a Fairview. 
- Guest star: Heidi Klum (se stessa), Pavlína Pořízková (se stessa), Shawn Pyfrom (Andrew Van de Kamp)
- Guest star: Barry Livingston (Jimmy), Helena Mattsson (Irina), Jonathan Adams (Luke), Suzanne Costollos (Rose DeLuca), Ellen Crawford (Iris Beckley)
- Altri interpreti: Jobeth Wagner (artista del makeup), Larry Udy (uomo), Tracy Fraim (fotografo)
- Assenti: Jeffrey Nordling (Nick Bolen), Julie Benz (Robin Gallagher), Madison De La Garza (Juanita Solis), Ricardo Antonio Chavira (Carlos Solis)
- Note: in questo episodio sono comparse le famose modelle Heidi Klum e Pavlína Pořízková

## Vincitori e vinti
- Titolo originale: My Two Young Men
- Diretto da: David Grossman
- Scritto da: Bob Daily

### Trama
Tra Susan e Gabrielle scoppia l’ennesima rivalità per una sfida di classe in cui i figli dovranno vendere più cioccolato per aggiudicarsi un premio. Susan si augura che vinca MJ per dargli una soddisfazione personale, mentre Gabrielle spera che il successo permetta a Juanita di farsi degli amichetti, così le due boicottano le vendite dell’altra: Susan trattiene Juanita a scuola incastrandola con una punizione, e Gabrielle rapisce MJ nella sua macchina. Tuttavia, Susan avverte della profonda solitudine di Juanita e della sua intenzione di poter rendere fiera la madre, perciò la lascia andare e si accorda con MJ per autorizzarle a vincere. La vittoria va quindi a Juanita, e Gabrielle comprende del gesto magnanimo di Susan. Nel frattempo, Lynette si scontra molto spesso con Preston e Irina, i quali scelgono di trasferirsi in un appartamento tutto loro e di mantenersi con lo squallido impiego di Preston. Lynette s’infuria talmente tanto con Irina che quest’ultima la imbratta con della salsa, poi, Irina fa sapere a Lynette dell’anticipazione del suo matrimonio con Preston così da eludere opposizioni da parte sua. Bree indice una cena speciale allo scopo di far conoscere Sam al resto della sua famiglia, tra cui Orson, Andrew e Danielle. Purtroppo, quando Bree regala a Sam una vecchia chitarra di Rex, Andrew va in escandescenza e rompe brutalmente lo strumento. Mentre Bree considera oramai Sam un membro della sua famiglia, sia Orson sia Andrew, diffidando del ragazzo, decidono di indagare più a fondo sul suo conto. Intanto, Karen ha sconfitto il cancro ed invita tutto il quartiere a casa sua per festeggiare la sua guarigione. Katherine e Robin, che ancora non hanno definito la loro strana relazione, litigano pesantemente dopo che Katherine flirta con un uomo e vengono udite dai presenti, che scoprono dunque la loro storia. Siccome Katherine ha le idee confuse e non se la sente di vivere in un posto dove il giudizio altrui potrebbe influire sulle sue scelte, Karen la persuade ad abbandonare Wisteria Lane, almeno provvisoriamente, per testare la sua relazione con Robin all’estero, lontano dalle malelingue. Katherine e Robin partono quindi per Parigi quella sera stessa. Frattanto, Nick, sollecitato da Angie, sta per annunciare a Danny di non essere il suo vero padre, ma si tira indietro all’ultimo minuto, mentre Patrick uccide la sua informatrice di New York e giunge di soppiatto a Wisteria Lane.
- Guest star: Joy Lauren (Danielle Van de Kamp), Shawn Pyfrom (Andrew Van de Kamp)
- Guest star: Ellen Crawford (Iris Beckley), Helena Mattsson (Irina Kosokov), John Barrowman (Patrick Logan), Julie Benz (Robin Gallagher), Paul Ganus (dottor David Griffith), Wendy Benson-Landes (Colleen Henderson)
- Assenti: Joshua Logan Moore (Parker Scavo), Kendall Applegate (Penny Scavo), Maiara Walsh (Ana Solis)

## I cattivi vicini
- Titolo originale: We All Deserve to Die
- Diretto da: Larry Shaw
- Scritto da: Josann McGibbon e Sara Parriott

### Trama
Il pick-up di Mike viene pignorato per dei ritardi coi pagamenti, ma Mike è ostinato a voler risolvere tutto da solo, perciò Susan corrompe i suoi vicini per danneggiare le loro tubature e procurare a Mike molto lavoro. Mike, però, scopre del tranello e se la prende con Susan per averlo umiliato, poi si rassegna e chiede a Carlos un assegno. Mediante le sue ricerche, Andrew è riuscito a smascherare Sam, che non ha mai conseguito la laurea in marketing, ma anche stavolta Sam caccia una scusa credibile, giustificandosi col fatto che ha dovuto abbandonare gli studi per assistere sua madre inferma. Probabilmente per vendicarsi, Sam evidenzia a Bree che Andrew ha derubato diversi alcolici dall’azienda, così Bree, stanca delle provocazioni del figlio, decide di licenziarlo in tronco. Sam accusa ulteriormente Andrew di aver manomesso un ingrediente per una cena importante di Bree, la quale salva la situazione in extremis. Orson, tuttavia, confida a Bree i suoi sospetti su Sam. Nel frattempo, intenerita da Bob e Lee, Gabrielle si offre di donare loro i suoi ovuli per l’adozione, senza considerarne le ripercussioni; infatti, a parte il dissenso di Carlos, Gabrielle ci resta male quando capisce che Bob e Lee, alla nascita del bambino, si trasferiranno a New York, impedendole di vedere il suo “altro figlio”. Dopo che Gabrielle si rimangia le parole, Bob e Lee hanno una sfuriata che porterà alla loro rottura. Patrick diventa cliente fisso alla caffetteria dove lavora Danny, col quale instaura un rapporto celando la propria vera identità e facendosi passare per uno scrittore impegnato nella stesura di un romanzo la cui trama è identica alla sua vicenda: il protagonista (Patrick) che trama contro la sua ex (Angie) per essere scappata via con un altro (Nick) e suo figlio (Danny), che ha intenzione di rapire per ripagarla con la sua stessa moneta. Intanto, mentre sono in un negozio di abiti nuziali, Lynette ode un pesante litigio telefonico tra Irina ed un uomo che le viene tradotto da una commessa. Inquietata dal contenuto della chiamata, Lynette denuncia Irina al Centro Immigrazioni, e il giorno stesso del matrimonio di Preston e Irina, Lynette viene a conoscenza che la ragazza si è già sposata innumerevoli volte, lasciando i vari mariti sul lastrico. Preston ascolta la conversazione tra Lynette e Irina, e decide, a malincuore, di annullare le nozze, ma si arrabbia anche con la madre per essersi impicciata e aver rovinato quello che avrebbe dovuto essere il giorno più bello della sua vita. Eddie, amico di Preston, dà un passaggio ad Irina, sfrattata dagli Scavo, e si dichiara innamorato di lei, ma Irina reagisce divertita e commenta con qualche battutina aspra. In uno scatto d’ira, Eddie parcheggia l’auto fuori strada e strangola Irina, seppellendo il suo cadavere nel bosco e rivelando di essere il famigerato “Strangolatore di Fairview”.
- Guest star: Shawn Pyfrom (Andrew Van de Kamp)
- Guest star: Christopher Rich (Bruce), Helena Mattsson (Irina Kosokov), John Barrowman (Patrick Logan), Josh Zuckerman (Eddie Orlofsky), Justin Dray (agente Weller), Sam Page (Sam Allen), Sarah Ripard (agente Aronson)
- Altri interpreti: Ashley Palmer (nuora), Ben Carroll (carroattrezzista), Jason Kennedy (cameriere), John Littlefield (uomo), Marina Benedict (sarta)
- Assenti: Charles Carver (Porter Scavo), Dana Delany (Katherine Mayfair), Jeffrey Nordling (Nick Bolen), Kendall Applegate (Penny Scavo), Maiara Walsh (Ana Solis)

## Mostri ed altri mostri
- Titolo originale: Epiphany
- Diretto da: David Grossman
- Scritto da: Marc Cherry

### Trama
Attraverso una serie di flashback e antefatti, viene mostrato il percorso che ha condotto Eddie a divenire lo Strangolatore di Fairview: la prima a conoscere Eddie fu Mary Alice, che fece amicizia con sua madre Barbara, appena scaricata dal marito che non voleva assumersi le sue responsabilità da padre; una sera, Mary Alice s’infuriò con Barbara per essere uscita a svagarsi e aver lasciato Eddie da solo a casa, ma Barbara le promise di cambiare, malgrado giudicasse ancora il piccolo Eddie come il suo più grosso errore; crescendo, Eddie strinse anche con Gabrielle, trasferitasi da poco a Wisteria Lane e con cui passava buona parte delle sue giornate, essendo la donna trascurata da Carlos, fino a che Gabrielle non capì che era meglio per entrambi cercarsi degli amici della loro stessa età; successivamente, da adolescente, Eddie lavorò alla casa di Bree, la quale gli diede dei consigli in amore per fare breccia nel cuore della ragazza di cui era invaghito, cioè Danielle, così Bree cercò di parlarne con una Barbara oramai dipendente dall’alcol, ma restò di stucco nel vedere Barbara prendersi gioco di Eddie, che decise di perdere la sua verginità con una donna di strada; purtroppo, quando venne deriso da una prostituta, Eddie, incollerito, la strangolò, commettendo il suo primo omicidio; poi, Eddie si affezionò a Susan, che gli fece da istruttrice di arte, ma finì con l’innamorarsi seriamente di lei, e non poté che tenersi tutto dentro dopo aver scoperto che Susan si sarebbe risposata con Mike, perciò, la sera stessa del loro matrimonio, Eddie aggredì quella che pensava fosse Susan, ma che era invece Julie. Barbara, un giorno, scopre un album pieno di notizie sugli omicidi delle ragazze di Fairview e comprende che Eddie è il loro assassino, ma non fa in tempo ad avvisare la polizia che Eddie la uccide a sangue freddo. Lynette, intanto, si accorge della difficile situazione familiare di Eddie e lo invita a trasferirsi in casa sua.
- Guest star: Davin Ransom (Eddie a 4 anni), Diane Farr (Barbara Orlofsky), Jamie Sorrentini (Ramona), Josh Zuckerman (Eddie Orlofsky), Kevin Sizemore (Hank Orlofsky), Leif Gantvoort (Ron), Nicholas Sarullo (Eddie da piccolo)
- Altri interpreti: Charlene May Khalaf (vicina col cane), John Littlefield (uomo), Steve Tyler (prete)
- Assenti: Dana Delany (Katherine Mayfair), Drea de Matteo (Angie Bolen), Jeffrey Nordling (Nick Bolen), Kyle MacLachlan (Orson Hodge), Maiara Walsh (Ana Solis)

## Uomini misteriosi
- Titolo originale: A Little Night Music
- Diretto da: David Warren
- Scritto da: Marc Cherry

### Trama
Susan eredita da una sua zia un prezioso pianoforte che usa per far ingelosire Gabrielle, spacciandolo per un suo costosissimo acquisto. Tuttavia, Gabrielle scopre dal contabile di Carlos del prosciugamento di ben 50.000 dollari dal suo conto destinati a Mike, così si adira al pensiero che Mike abbia sperperato tanti soldi solo per uno strumento. Susan e Gabrielle, durante la loro discussione, capiscono del prestito che Mike e Carlos hanno tenuto nascosto, perciò orchestrano una messinscena per farli uscire allo scoperto. Mike, allora, mette al corrente Susan dei suoi debiti. Intanto, Eddie, ospite in casa Scavo, manifesta un comportamento violento e aggressivo ogni qualvolta Lynette viene sgridata o ripresa dalla sua famiglia, per cui Lynette decide di farlo visitare da uno psicologo, il quale è dell’avviso che ci sarebbero più miglioramenti se anche Barbara prendesse parte alle sedute. Lynette cerca inutilmente di reperire Barbara, ma la donna sembra essere scomparsa nel nulla. Bree s’insospettisce da un incontro accidentale tra Sam ed una commessa del supermercato, che si scoprirà essere nient’altri che la madre di Sam, creduta morta. Dalla chiacchierata che Bree intrattiene con la donna, emerge che Rex, poco dopo il matrimonio con Bree, aveva richiesto l’affidamento esclusivo di Sam per crescerlo assieme alla sua nuova famiglia, ma gli era stato negato; quando poi lo venne a sapere, Sam s’imbestialì con la madre per avergli vietato una vita assai più vantaggiosa di quella che ha invece ricevuto da lei. Bree affronta dunque le bugie di Sam, che insorge in maniera così dura da premere Bree ad accordarsi con Orson ed Andrew sul da farsi. Nel frattempo, Patrick investe Nick, mandandolo all’ospedale in pessime condizioni, dopodiché si mostra ad Angie, che ha allontanato Danny per prevenire tutto ciò, e la costringe ad aiutarlo in un suo progetto.
- Guest star: Shawn Pyfrom (Andrew Van de Kamp)
- Guest starring: Josh Zuckerman (Eddie Orlofsky), Matt Riedy (dottor McCarty), Sam Page (Sam Allen)
- Assenti: Dana Delany (Katherine Mayfair), Joshua Logan Moore (Parker Scavo), Maiara Walsh (Ana Solis)

## Scelte sbagliate
- Titolo originale: The Ballad of Booth
- Diretto da: Larry Shaw
- Scritto da: Bob Daily

### Trama
Susan vuole riparare la sua grave crisi economica obbligando i clienti di Mike a pagare i loro arretrati, ma neanche questo basta a salvarli dalla bancarotta, perciò Susan vede come unica risoluzione del problema quella di mettere in affitto la loro casa. Nel frattempo, Bree tenta di sbarazzarsi di Sam elargendogli uno dei fondi fiduciari che Rex indirizzò ai figli, e poi spaventandolo con dei suoi amici poliziotti. Purtroppo, Sam passa all’attacco e minaccia Bree di spifferare in giro del coinvolgimento di Andrew nella morte di Juanita Solis, madre di Carlos e suocera di Gabrielle (particolare rivelatogli da una Danielle ubriaca), se Bree non gli cederà per iscritto la sua intera azienda di catering. Intanto, Patrick sequestra Angie nella sua stessa casa e le impone di costruirgli una bomba per il suo prossimo assalto ecoterrorista, così come già fece Angie in passato. Patrick riesce a far ritornare anche Danny con un escamotage per poter ricattare Angie, la quale, però, scrive un bigliettino d’aiuto che va a posare all’interno di una teglia di lasagne di Gabrielle quando quest’ultima le chiede la ricetta. Lynette e Tom vengono informati dalla polizia del ritrovamento del cadavere di Irina, mentre Eddie, temendo di essere incastrato, decide di ritornare a casa sua col pretesto di dare una mano a sua madre. Tuttavia, nel tempo in cui attende la fine dell’interrogatorio di Preston alla centrale, Lynette sente degli agenti parlare del recupero di un altro corpo che potrebbe essere proprio quello di Barbara. Lynette corre quindi da Eddie, ma comunque, nonostante le sue attenuanti, Eddie tiene in ostaggio Lynette, che capisce di trovarsi dinanzi allo Strangolatore di Fairview.
- Guest star: Shawn Pyfrom (Andrew Van de Kamp)
- Guest starring: John Barrowman (Patrick Logan), Josh Zuckerman (Eddie Orlofsky), Karl Makinen (detective Furst), Sam Page (Sam Allen)
- Assenti: Dana Delany (Katherine Mayfair), Jeffrey Nordling (Nick Bolen), Joshua Logan Moore (Parker Scavo), Kendall Applegate (Penny Scavo), Maiara Walsh (Ana Solis), Mason Vale Cotton (M.J. Delfino)

## Meglio salutarci qui
- Titolo originale: I Guess This Is Goodbye
- Diretto da: David Grossman
- Scritto da: Alexandra Cunningham

### Trama
Lynette è prigioniera di Eddie, ma il suo tempismo non è dei migliori, e infatti le si rompono le acque. Eddie aiuta Lynette a partorire la sua bambina in casa, poi viene persuaso da lei a costituirsi per i suoi omicidi. Nel frattempo, Bree si sottomette al ricatto di Sam e lo nomina nuovo direttore della sua società, ma, purtroppo, Orson la prende come una questione personale il fatto che Bree abbia voluto che lui si autodenunciasse per aver investito Mike, mentre per l’incidente causato da Andrew non ha preteso lo stesso dal figlio, perciò Orson chiede il divorzio a Bree. Gabrielle recepisce il messaggio d’aiuto di Angie e si piomba all’ospedale a prelevare Nick, il quale però sviene in auto, costringendola a dover fare tutto il lavoro da sola. Gabrielle penetra di nascosto in casa Bolen e libera Danny, intanto che Angie e Patrick sono sul punto di lasciare Wisteria Lane per verificare il funzionamento della bomba, ma Patrick svela di aver collocato il dispositivo in casa di Angie per uccidere Danny. Fortunatamente, Angie supera Patrick in astuzia, dato che ha piazzato la bomba nel detonatore, che esplode 30 secondi dopo la sua attivazione, distruggendo la macchina e con essa anche Patrick. Malgrado la minaccia di Patrick sia stava sventata, Angie, Nick e Danny sono ancora pedinati dall’FBI, così Gabrielle li saluta alla stazione dei bus prestando loro dei soldi, ma Angie e Nick acconsentono Danny ad andare a New York per costruirsi una nuova vita insieme ad Ana. Il giorno della partenza di Susan e Mike da Wisteria Lane, Bree, col permesso di Andrew, trova finalmente il coraggio di confessare a Gabrielle della notte dell’incidente di sua suocera. Mentre Susan e Mike abbandonano Wisteria Lane, nel senso opposto arriva il nuovo inquilino di casa loro: è nientepopodimeno che il redivivo Paul Young. Frattanto, Teresa Pruitt, infermiera pensionata nel reparto di ostetricia dell’ospedale di Fairview, rivela in punto di morte un segreto che ha serbato per anni: una delle casalinghe di Wisteria Lane ha cresciuto un figlio non suo.
- Guest star: Mark Moses (Paul Young)
- Guest star: Brent Kinsman (Preston Scavo da piccolo), Daniella Baltodano (Celia Solis), John Barrowman (Patrick Logan), Kevin Rahm (Lee McDermott), Max Carver (Preston Scavo), Orson Bean (Roy Bender), Sam Page (Sam Allen), Shane Kinsman (Porter Scavo da piccolo), Shawn Pyfrom (Andrew Van de Kamp), Zane Huett (Parker Scavo da piccolo)
- Altri interpreti: Dan Gilvezan (signor Chase), Daniel Soudakoff (Scotty), Diane Robin (signora Freeman), Kevin Symons (Jack Pinkham), Marsha Clark (infermiera), Mindy Sterling (Mitzi Kinsky), Patty McCormack (Teresa Pruitt), Ramona DuBarry (seconda infermiera), Scott Rinker (prete)
- Assenti: Dana Delany (Katherine Mayfair), Maiara Walsh (Ana Solis), Ricardo Antonio Chavira (Carlos Solis)